# Lunnarp
Lunnarp är en tätort på Österlen i Tomelilla kommun i Skåne län.
I Lunnarp finns ett stort mejeri med cirka 150 anställda. Lunnarp har en järnvägsstation som trafikeras av Pågatågen mellan Malmö och Simrishamn.

## Befolkningsutveckling
| Befolkningsutvecklingen i Lunnarp 1960–2020 | Befolkningsutvecklingen i Lunnarp 1960–2020 | Befolkningsutvecklingen i Lunnarp 1960–2020 | Befolkningsutvecklingen i Lunnarp 1960–2020 | Befolkningsutvecklingen i Lunnarp 1960–2020 |
| ------------------------------------------- | ------------------------------------------- | ------------------------------------------- | ------------------------------------------- | ------------------------------------------- |
|                                             |                                             |                                             |                                             |                                             |
| År                                          |                                             |                                             | Folkmängd                                   | Areal (ha)                                  |
| 1960                                        | 1960                                        |                                             | 254                                         |                                             |
| 1965                                        | 1965                                        |                                             | 240                                         |                                             |
| 1970                                        | 1970                                        |                                             | 251                                         |                                             |
| 1975                                        | 1975                                        |                                             | 233                                         |                                             |
| 1980                                        | 1980                                        |                                             | 372                                         |                                             |
| 1990                                        | 1990                                        |                                             | 347                                         | 45                                          |
| 1995                                        | 1995                                        |                                             | 350                                         | 45                                          |
| 2000                                        | 2000                                        |                                             | 328                                         | 45                                          |
| 2005                                        | 2005                                        |                                             | 343                                         | 45                                          |
| 2010                                        | 2010                                        |                                             | 339                                         | 46                                          |
| 2015                                        | 2015                                        |                                             | 340                                         | 55                                          |
| 2020                                        | 2020                                        |                                             | 326                                         | 53                                          |
|                                             |                                             |                                             |                                             |                                             |

## Bilder

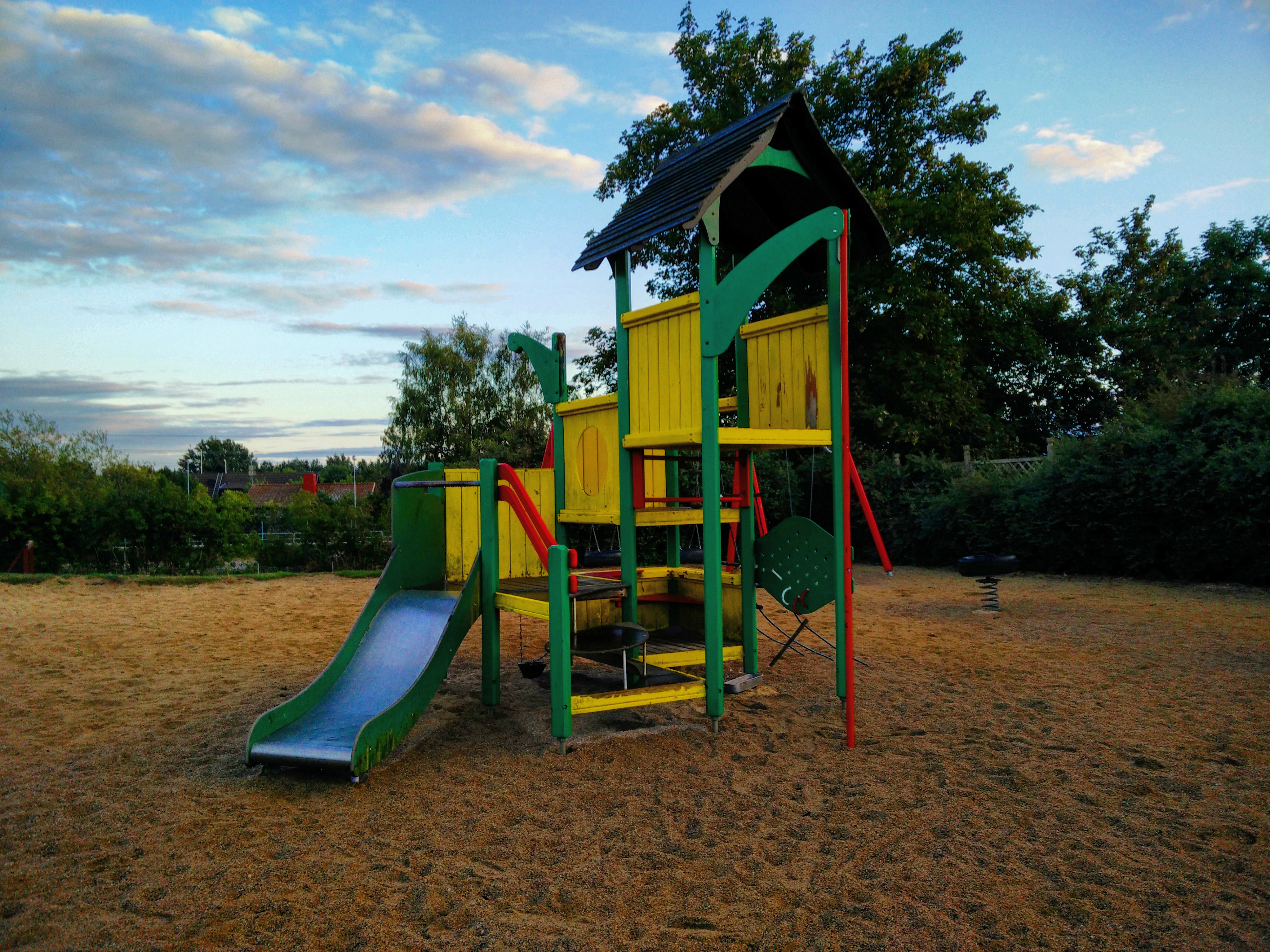
Lekplats.
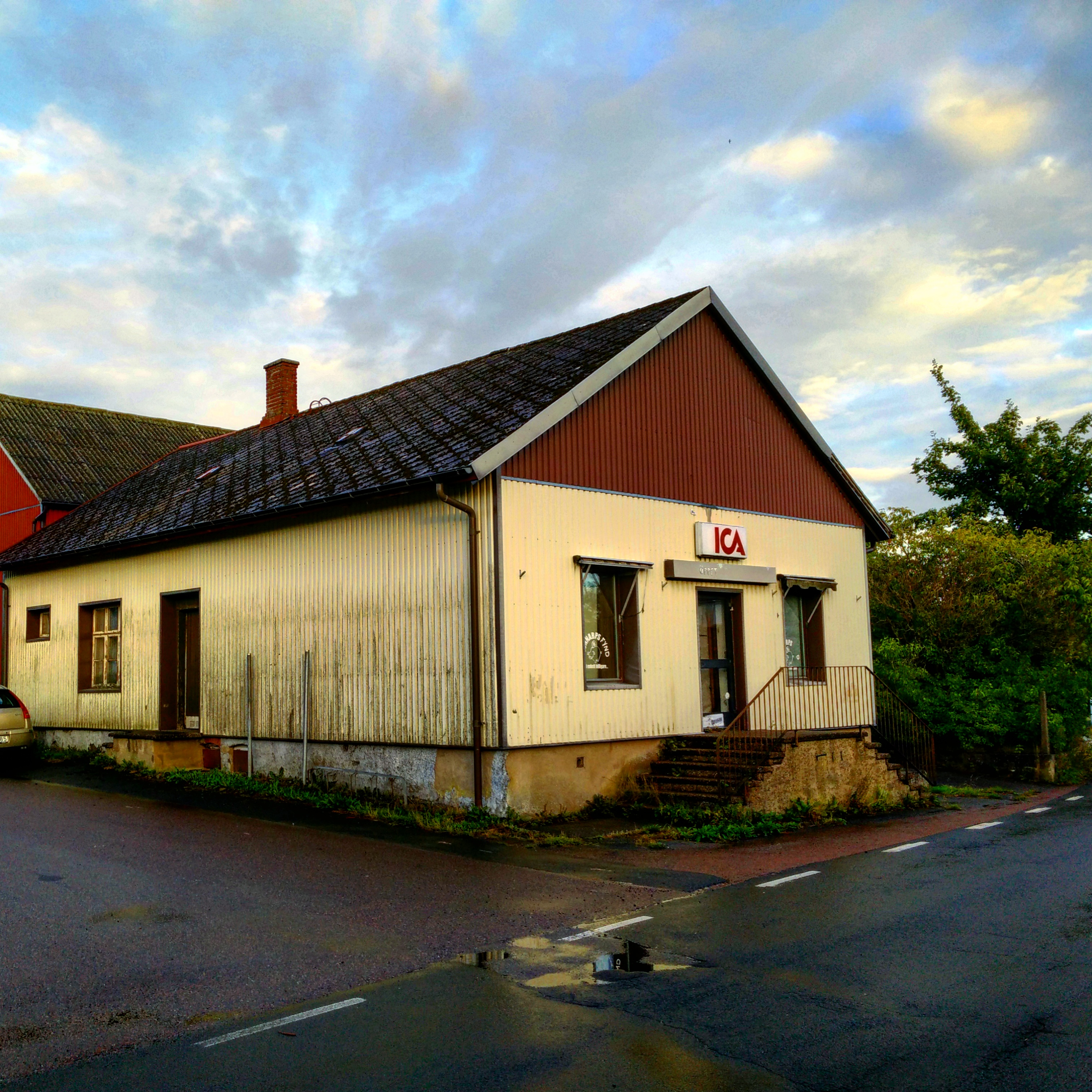
Tidigare ICA-butik.
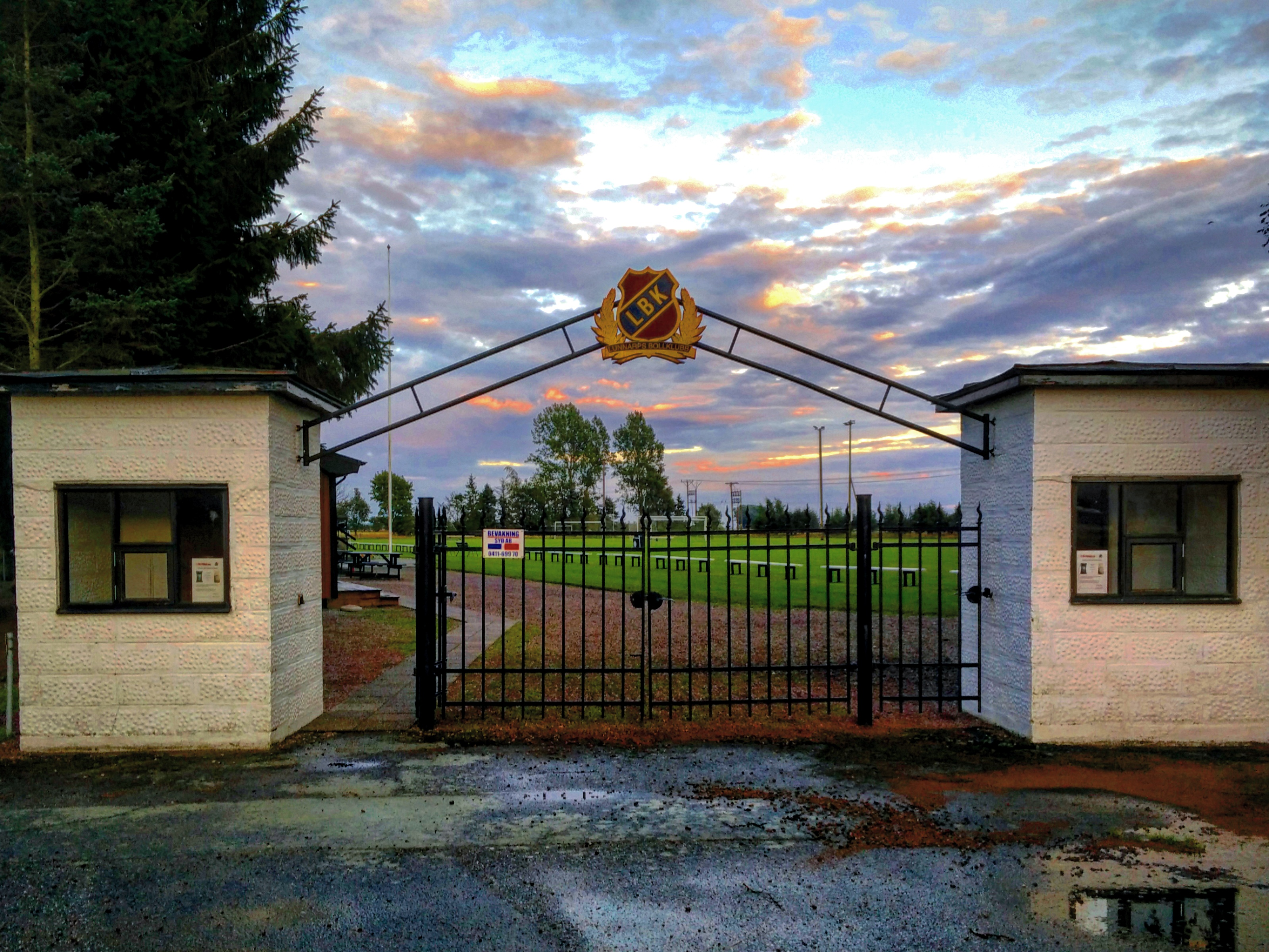
Fotbollsplaner.